# George Long (Altphilologe)

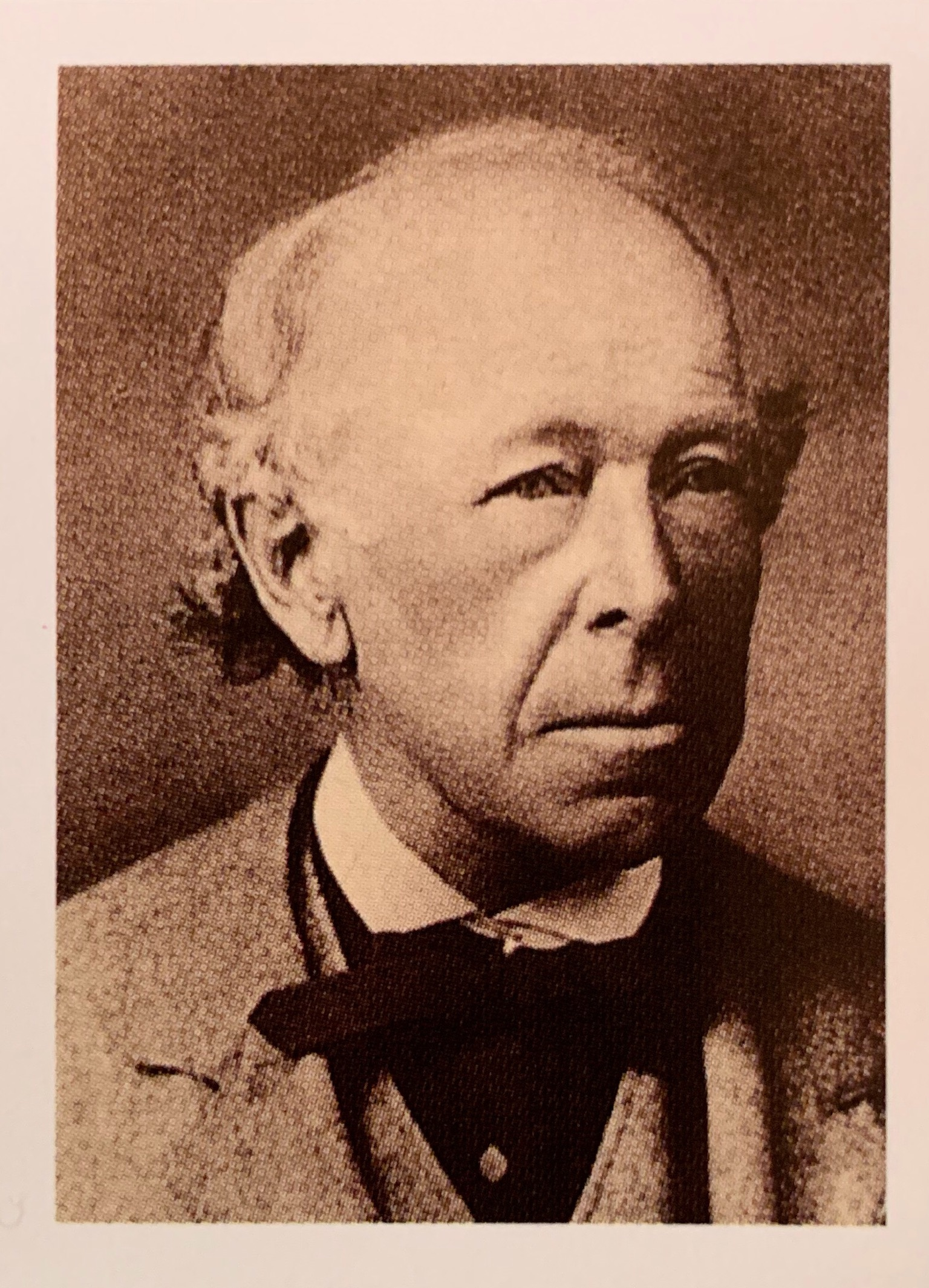
George Long

George Long (* 4. November 1800 in Poulton-le-Fylde, Lancashire; † 10. August 1879 in Chichester) war ein englischer Altphilologe und Altertumswissenschaftler.

## Leben
George Long war der älteste Sohn des Kaufmanns James Long. Er besuchte in Macclesfield die Schule und studierte ab 1818 am Trinity College in Cambridge.
Er war ab 1821 zusammen mit Thomas Babington Macaulay und Henry Maiden Craven University Scholar, erlangte 1822 einen Abschluss als Bachelor und wurde im gleichen Jahr als Assistent des Kanzlers ausgezeichnet. Von 1823 bis 1827 war er als Fellow am Trinity College tätig und erlangte 1825 einen Abschluss als Master. 1824 wurde er Professor für alte Sprachen an der neu errichteten University of Virginia in Charlottesville, kehrte aber nach vier Jahren als erster Professor für Griechisch an die neu gegründete University of London in England zurück, dort war er bis 1831 tätig. 1837 erhielt er die Zulassung am Inner Temple.
1842 folgte er für vier Jahre Thomas Hewitt Key (1799–1875) als Professor für Latein am University College London nach; von 1846 bis 1849 lehrte er in Jurisprudenz und Civil Law am Middle Temple oder Inner Temple, und schließlich von 1849 bis 1871 alte Geschichte am Brighton College. Nach seiner Pensionierung lebte er in Portfield, Chichester, ab 1873 bezog er eine ihm von Gladstone ausgesetzte Pension von jährlich 100 £.
Long gehörte 1830 zu den Mitbegründern der Royal Geographical Society, der er zwanzig Jahre als leitendes Mitglied angehörte. Darüber hinaus war er auch rege in der Society for the Diffusion of Useful Knowledge tätig, für die er von 1831 bis 1835 vierteljährlich das Journal of Education und weitere derer Bücher herausgab. Er gab, zunächst zusammen mit Charles Knight, danach alleine die Penny Cyclopaedia und das Knight’s Political Dictionary heraus. Ab 1837 gehörte er als Mitglied der in London ansässigen Society for Central Education an.
Er trug die das Römische Recht betreffenden Artikel zu William Smiths Dictionary of Greek and Roman Antiquities bei und schrieb auch Artikel für die ebenfalls von Smith herausgegebenen Dictionary of Greek and Roman Biography and Mythology und Dictionary of Greek and Roman Geography, die Beiträge sind mit seinen Initialen G. L. gezeichnet. Sein Name ist jedoch hauptsächlich als Herausgeber der Reihe Bibliotheca Classica bekannt geworden, mit der erstmals die Texte der Schriftsteller des Altertums zusammen mit einem englischsprachigen Kommentar herausgegeben wurden. Hier trug er in den Jahren von 1851 bis 1862 speziell in vier Bänden die Ausgaben von Ciceros De oratore bei.
1881 wurde zu seiner Ehrung der George-Long-Preis gestiftet. Long war dreimal verheiratet, mit seiner ersten Frau Harriet, der Witwe von Joseph Selden, hatte er eine Tochter, die jedoch bereits in jungen Jahren verstarb, und vier Söhne.

## Schriften (Auswahl)
Neben weiteren Arbeiten veröffentlichte Long unter anderem:
- Summary of Herodotus (1829)
- Werke des Herodot (1830–1833; Herausgeber)
- Xenophon’s Anabasis (1831; Herausgeber)
- Überarbeitung der von A. J. Macleane herausgegebenen Ausgaben der Satiren des Juvenal sowie der Werke von Persius (1867) und Horaz (1869)
- Civil Wars of Rome
- Übersetzung (mit Aubrey Stewart) und Anmerkungen zu dreizehn Bänden von Plutarchs Vitae (1844–1848)
- Übersetzung der Meditationen von Marcus Aurelius (1862)
- Übersetzung der Lehrgespräche (Discourses) von Epictetus (1877)
- Decline of the Roman Republic (1864–1874), 5 Bände.